# ヴィルトシュタイク
ヴィルトシュタイク (ドイツ語: Wildsteig) は、ドイツ連邦共和国バイエルン州オーバーバイエルン行政管区のヴァイルハイム＝ショーンガウ郡に属す町村（以下、本項では便宜上「町」と記述する）であり、シュタインガーデン行政共同体を構成する自治体の一つである。この町はロマンティック街道沿いにあり、有名なヴィースの巡礼教会からも近い。
町域内でイルラハ川が湧出する。

## 地理

### 自治体の構成
この町は、公式にはの地区 (Ort) からなる。このうち小集落や孤立農場などを除く集落を以下に列記する。
- ハウゼン
- クロイト
- モルゲンバッハ
- ポイステルザウ
- ウンターバウエルン
- ウンターホイゼルン
- ヴィルトシュタイク

## 歴史
現在のヴィルトシュタイクの町域は、1803年の世俗化までロッテンブーフ修道院の閉鎖ホーフマルクの一部であった。ヴィルトシュタイクは、バイエルンの行政改革に伴う1818年の市町村令によって独立した自治体となった。

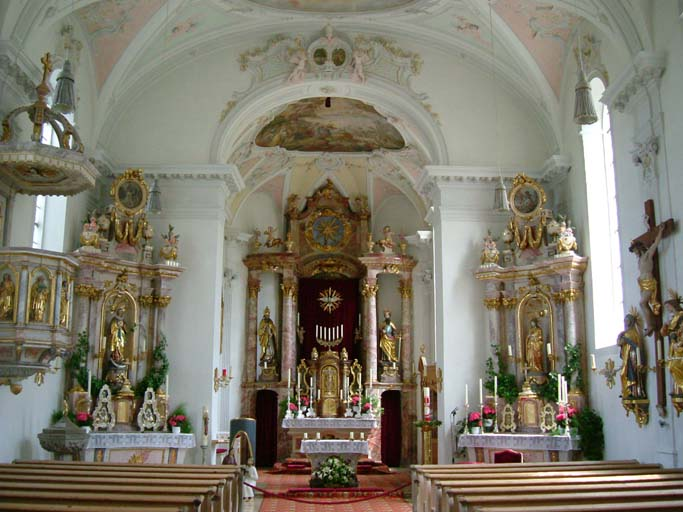
聖ヤーコプ教会内部

## 文化と見所

### 建築
聖ヤーコプ教区教会は18世紀後半に、古典主義様式への親和を見せる最後期のロココ様式で建設された。この教会には15世紀後半にブルーテンブルクのマイスターによる主祭壇の彫像を有している。